# Kukljica
Kukljica (olaszul: Cuclizza) falu és község Horvátországban Zára megyében.

## Fekvése
Zárától légvonalban 10 km-re délre, a prekoi kompkikötőtől 7 km-re délkeletre, a vele szemben a Zárai-csatorna túloldalán elhelyezkedő Sukošantól 5 km-re, Ugljan szigetének délkeleti végén, az északkeleti parton fekszik. A szomszédos Pašman-szigettől a Ždrelac-szoros választja el, amelyen az azonos nevű híd ível át. Kukljica községhez magán a településen kívül négy kisebb sziget Bisage, Golac, Mišnjak és Karantunić is hozzá tartozik. Tengerpartját a sziget többi részéhez hasonlóan számos öböl tagolja, melyek az Otrić, Kostanj, Gnjojišća, Kukljica, Ždrelašćica, Kunčabok, Vela és Mala Sabuša, Jelenica, Baćina draga, Maževica és Mala Lamjana neveket viselik. A Gnjojišća és Kukljica-öblök közötti Zaglav-fokon levő magaslaton egy Zelena punta nevű turistatelep is található. A magaslatok közül említésre méltók a Straža (152 m), a Veli vrh (123 m) és a Strženjak (109 m). Növényzete főként sűrű fenyőerdőből, ciprusokból, macciából, fügéből, szőlő- és olajfa ültetvényekből tevődik össze.

## Története

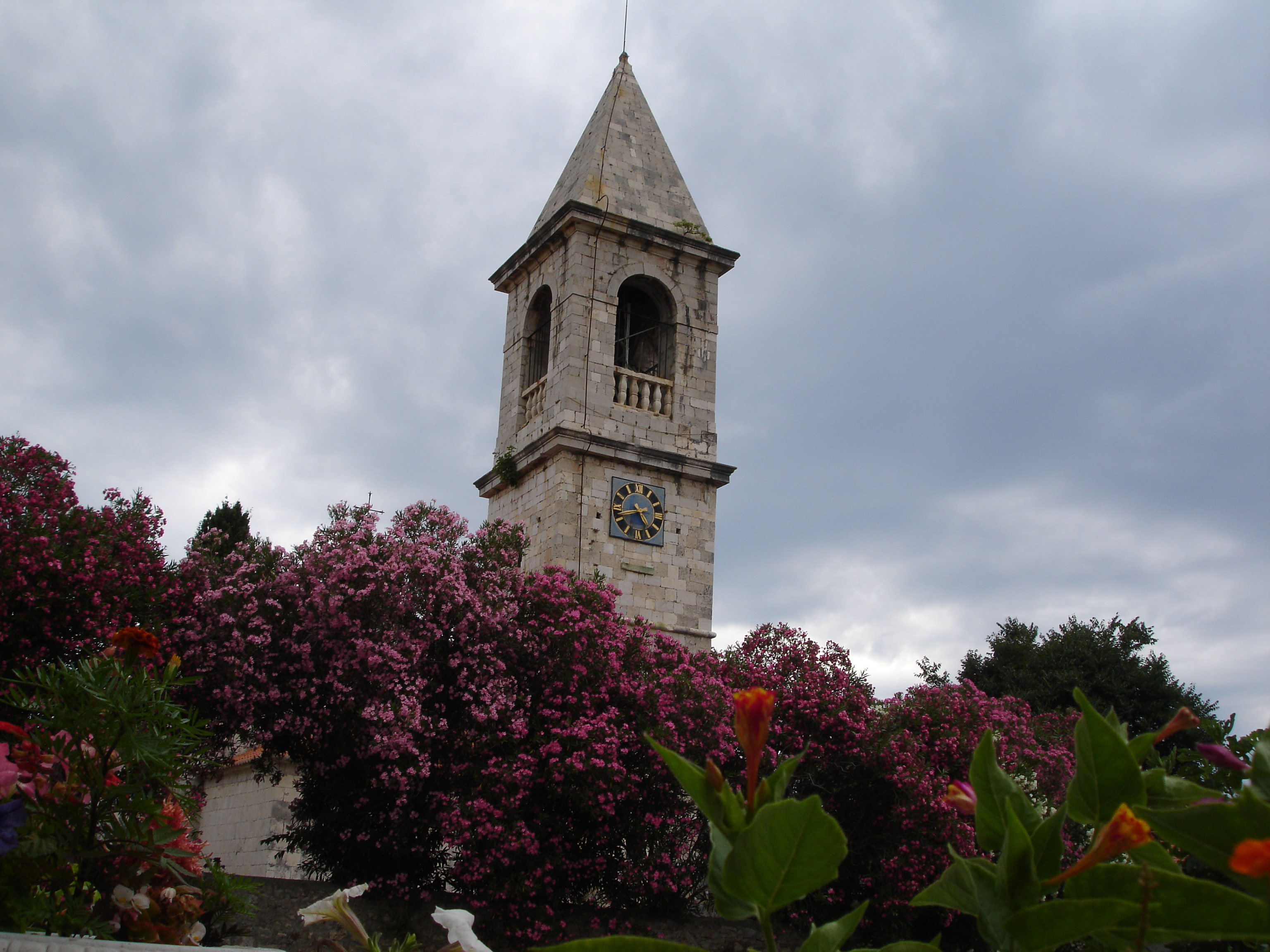
Templomtorony

Kukljica első írásos említése a Tadija Smičiklas által közzétett "Codex diplomaticus" nevű okiratból 1106-ból származik, melyben egy itteni olajfaerdőnek a zárai Szent Krševan kolostornak történő adományozását említik. Neve a horvát „kukalj” (magas, dombos terület) kifejezésből származik. Zára városához tartozott, zárai nemes családok birtoka volt. Plébániáját 1405-ben említik először. Ugljan szigetével együtt a település a 15. századtól velencei uralom alatt állt. A 18. század végén Napóleon megszüntette a Velencei Köztársaságot. 1797 és 1805 között Habsburg uralom alá került, majd az egész Dalmáciával együtt az Első Francia Császárság része lett. 1815-ben a bécsi kongresszus újra Ausztriának adta, amely a Dalmát Királyság részeként Zárából igazgatta 1918-ig. A településnek 1857-ben 688, 1910-ben 1345 lakosa volt. Az első világháborút követően előbb a Szerb-Horvát-Szlovén Királyság, majd Jugoszlávia része lett. Az 1970-es évektől a több munkalehetőség miatt több fiatal költözött a nagyobb városokba és vándorolt ki az Egyesült Államokban és Ausztráliában is. A falunak 2011-ben 714 lakosa volt, akik hagyományosan mezőgazdasággal, halászattal foglalkoznak. Ezek mellett egyre inkább fejlődik a turizmus is.

## Lakosság
| Lakosság változása | Lakosság változása | Lakosság változása | Lakosság változása | Lakosság változása | Lakosság változása | Lakosság változása | Lakosság változása | Lakosság változása | Lakosság változása | Lakosság változása | Lakosság változása | Lakosság változása | Lakosság változása | Lakosság változása | Lakosság változása |
| ------------------ | ------------------ | ------------------ | ------------------ | ------------------ | ------------------ | ------------------ | ------------------ | ------------------ | ------------------ | ------------------ | ------------------ | ------------------ | ------------------ | ------------------ | ------------------ |
| 1857               | 1869               | 1880               | 1890               | 1900               | 1910               | 1921               | 1931               | 1948               | 1953               | 1961               | 1971               | 1981               | 1991               | 2001               | 2011               |
| 688                | 780                | 839                | 1.078              | 1.310              | 1.345              | 1.537              | 1.457              | 1.563              | 1.612              | 1.473              | 1.375              | 716                | 868                | 650                | 714                |

## Nevezetességei
- A Kostanj-öböl délkeleti részén található Szent Jeromos templom[4] a 14. században nyerte el mai formáját. A templomot először egy 1392-ből származó dokumentum említi. Egy kicsi, faragott kövekből épült egyhajós épület, félköríves apszissal. Az apszist félkupola borítja és kőlapokkal burkolták. A homlokzaton egy félkör záródású portál található. A diadalív gótikus, csúcsíves. Harmonikus arányaival a román – gótikus stílusú épületek csoportjába tartozik.
- Szent Pál tiszteletére szentelt barokk plébániatemploma a korábbi, 1385-ben épített középkori templom alapjain épült. Az építés megkezdéséről a kapuzat feletti glagolita feliratos 1666-ból való tábla tudósít, befejezéséről a templomban található 1674-es, a templom felszenteléséről szóló felirat ad hírt. Különálló harangtornya 1741-ben épült, 25 méter magas. A templomban öt, nagy méretű oltár található.
- A Havas boldogasszony tiszteletére szentelt fogadalmi temploma[5] a 17. században épült. A templom az egyhajós épületek típusába tartozik, alaprajza pedig hosszúkás téglalap, téglalap alakú szentéllyel. A homlokzaton egy egyszerű portál található, amelyet kis négyzet alakú ablakok szegélyeznek. Az oromzat tetején egy pengefalú harangtorony található, benne két haranggal. Az oldalfalakat két félkör alakú ablakok tagolják. A stílusjegyek szerint a 17.-18. Századi barokk templomok sorába tartozik.
- Vele nagyjából egy időben egy régebbi templom alapjain építették a Zdrelašćica-öbölben található hasonló Szent Pál templomot. A templom védett kultúrtörténeti emlék. Eredeti reneszánsz oltárképét a zárai egyházművészeti múzeumba szállították, az oltáron ma ennek a másolata látható.
- A helyiek 1514-óta minden évben augusztus 5-én megülik a Havas Boldogasszony ünnepét. Az ünnephez egy hajókkal és evezős csónakokkal történő tengeri felvonulás is tartozik a Boldogasszony szobrával.
- A világi építészeti emlékek közül romos állapotban maradt fenn a Nassi család 1623-ban épített nyári kastélya, valamint az Ortulanov dvorban egy ismeretlen épület maradványai. Régi kőházai a hagyományos dalmát építészet szép példái. Az egymáshoz épített lakóházak kis négyszög alakú teret fognak közre, melyet a házcsoporttal együtt dvornak neveznek. A legjobb állapotban fennmaradt ilyen tömbök Bačin dvor, Benin dvor, Jojin dvor, Lisičin dvor, Lonin dvor és Martinov dvor.

## Fordítás
- Ez a szócikk részben vagy egészben  a   Kukljica című horvát Wikipédia-szócikk ezen változatának fordításán alapul.  Az eredeti cikk szerkesztőit annak laptörténete sorolja fel. Ez a jelzés csupán a megfogalmazás eredetét és a szerzői jogokat jelzi, nem szolgál a cikkben szereplő információk forrásmegjelöléseként.